# Valutazione incidenza ecologica
La valutazione di incidenza ecologica (in acronimo: VIEc) affianca la valutazione di impatto ambientale (VIA) e la valutazione ambientale strategica (VAS) nell'identificazione, quantificazione e valutazione dei potenziali impatti esistenti su habitat di rilevanza naturalistica.
Essa ha lo scopo di accertare preventivamente se determinati progetti possano avere incidenza significativa sui siti di interesse comunitario (SIC), sulle zone speciali di conservazione e sulle zone di protezione speciale (ZPS).

## Normativa italiana
Decreto del presidente della Repubblica 12 marzo 2003, n. 120, in materia di "Regolamento attuativo direttiva 92/43CEE"